# Go Johnnie Go
A Go Jonnie Go című dal a brit Eruption diszkócsapat 1. kimásolt kislemeze a Fight Fight Fight című albumról. A dal több slágerlistára is felkerült. A dalban viszont már nem Precious Wilson vokálozik, hanem Kim Davis, aki az album népszerűsítése közben autóbalesetben elhunyt.
A dal több slágerlistára is felkerült.

## Tracklista
7 kislemez
 Németország Hansa 101 392)
1. Go Johnnie Go (Keep On Walking, John B.) - 3:28
2. Call My Name - 3:51

12 Maxi
 Németország Super Sound Single (Hansa 600 246)
1. Go Johnnie Go (Keep On Walking, John B.) (Long Version) - 5:07
2. Call My Name - 3:51

## Slágerlista
| Slágerlista 1980 | Legmagasabb helyezés |
| ---------------- | -------------------- |
| Ausztria         | 12                   |
| Németország      | 8                    |
| Svájc            | 10                   |